# Мартиненко Артур Анатолійович
Мартиненко Артур Анатолійович (нар. 28 лютого 1967 року, Дружківка, Українська РСР, СРСР) — художник декоративно-ужиткового мистецтва, член Музейної ради Рівненщини. 
Син Мартиненко Анатолія Івановича, батько Мартиненко Іллі Артуровича.

## Біографічні дані
У 1986 закінчив Львівське училище прикладного мистецтва; у 1993 — відділ образотворчого мистецтва Рівненського педагогічного інституту.
- З 1988 — працював у Рівненській дитячій художній школі; у 2011 — став директором.
- У 1990-х був учасником проєктів «Фотографії старого міста», «12 історій про УПА», «Різдвяні піснеспіви», художник фестивалю «Бурштинові нотки», «КВН Рівненщини».
- Оформляв сцени, афіші, програми та буклети творчих звітів майстрів мистецтв та художніх колективів Рівненщини (1999, 2001, 2004, 2009) у Національному палаці мистецтв «Україна» у Києві.
- У 2007 році реставрував меблі для експозиції Літературного музею У. Самчука (відділ Рівненського краєзнавчого музею).
- У 2013 році уклав альбом «Анатолій Мартиненко. Живопис, графіка».
- У 2015 став автором ідеї мистецької акції «Розмалюй своє місто» (Рівне).

### Професійна та освітня діяльність
Займається дизайном інтер'єрів (монуметальний розпис, художнє різьблення на дереві, вітраж), реставрацією тощо.
Входив до складу комітету із присудження обласної премії імені Ганни Леончук за збереження та охорону нематеріальної культурної спадщини.
Був членом робочої групи з розроблення освітньо-професійної програми «Образотворче мистецтво, декоративне мистецтво, реставрація», у тому ж документі вказано, що він Заслужений працівник культури України.
Був номінантом на перемогу у загальноміському рейтингу популярності «Зірка Рівного» 2012.

## Основні твори
За ЕСУ:
- декоративна мапа «Рівненщина туристична» (2009);
- розписи — інтер'єру басейну (2009), «Львівські дахи» (2010), фасаду будинку на вул. 16 Липня у Рівному (2015);
- писанки — для Всеукраїнського фестивалю «Парад вишиванок» (Київ, 2012), серія «Писанковий сад» (2016);
- інсталяції — «Найбільша літера Ї» (2013), «Пам'яті жертв Голодомору» (2016);
- оформлення сцени до загально-міського рейтингу популярності «Гордість міста» (2014);
- композиція «Новорічні Янголи» (для центральної ялинки у Рівному, 2014);
- меморіальна стела для вшанування подвигу учасників Революції Гідності та увічнення пам'яті Небесної Сотні (2016, співавтор).[1]